# Guarne
Guarne – miasto w Kolumbii, w departamencie Antioquia.